# Sanyo
Sanyo Electric Co. Ltd. (三洋電機株式会社, San'yo Denki Kabushiki-gaisha) é uma das maiores indústrias japonesas de produtos eletrônicos do mundo, cuja matriz está localizada em Moriguchi, na cidade de Osaka, com mais de 324 escritórios e fábricas ao redor do mundo e mais de 14 000 empregados.

## História

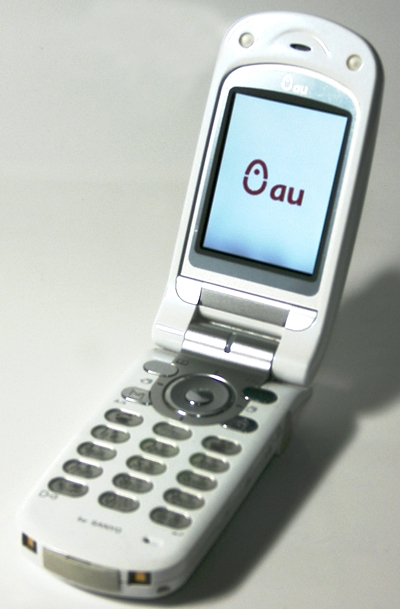
Telefone celular Sanyo.

Sanyo foi fundada por Toshio Iue (井植 歳男 Iue Toshio, 1902 - 1969) e seu nome significa três oceanos no japonês, referindo-se à ambição do seu fundador de vender mundialmente seus produtos, através dos oceanos Atlântico, Pacífico e Índico. Inicialmente a empresa produzia bicicletas e lâmpadas, em 1952 produziu o primeiro rádio de plástico do Japão.
Na década de 1970 atingiu seu objetivo começando a vender produtos na América do Norte, especialmente sons automotivos, em 1982 lançou seu primeiro computador da série MBC, o MBC-1000, em 1983 lançou o MBC-550 o mais barato computador IBM compatível.
Na década de 1990 começou a vender celulares, o sismo de Chūetsu de 2004 danificou seriamente a fábrica de semicondutores da empresa, em 2008 a divisão de celulares foi adquirida pela Kyocera.

## Compra da empresa
Em dezembro de 2009 a Panasonic Corporation anunciou a compra da empresa por US$ 4,6 bilhões.

## Curiosidades
Na década de 1990, a Sanyo patrocinou o clube brasileiro de futebol Coritiba Foot ball Club. Pela venda da corporação, a sua equipe de rugby Sanyo Wild Knights passou a se chamar Panasonic Wild Knights. Desde a mudança de comando, o time azul conquistou três de seus quatro títulos do campeonato japonês.

## Ligações Externas
- http://www.sanyo.pt/
- http://www.sanyo.com.br/